# Amelie Kleinmanns
Amelie Kleinmanns (* 30. August 1988 in Tönisvorst, wohnhaft in Kempen (Niederrhein)) ist eine deutsche Sportschützin. Sie schießt aktiv in den Schützenvereinen SC Tell Schmalbroich und Post SV Düsseldorf in den Gewehrdisziplinen G-KK (Gewehr-Kleinkaliber) und LG (Luftgewehr). Amelie Kleinmanns schießt in der Luftgewehr-Bundesliga und gehört dem Nationalmannschaftskader des Deutschen Schützenbundes an. Ihre Trainer sind Achim Veelmann und Claus-Dieter Roth.

## Anfang im Schießsport
Nach eigenen Angaben fing Amelie Kleinmanns beim Nikolausschießen ihrer Schützenbruderschaft mit dem Schießen an und wurde dort zu ihrem heutigen Verein, dem SC Tell Schmalbroich 1932, eingeladen. Aktiv schießt sie seit dem Jahr 2002.

## Erfolge
Ihre bisher größten Erfolge in der Disziplin Gewehr-Kleinkaliber 3x20 waren der doppelte Europameistertitel mit der Mannschaft (2007 Juniorinnen und 2009 Damen), der Vize-Europameistertitel im Einzel (2007 Juniorinnen) und der Gewinn der Europameisterschaft im Einzel (2013 Damen) sowie die Bronze-Medaille bei ihrer ersten Weltcup-Teilnahme im Jahr 2013 in Fort Benning/USA. In der Disziplin Gewehr-Kleinkaliber liegend ist Amelie Kleinmanns zweifache Deutsche Meisterin im Einzel (2011 und 2012), wobei sie mit 599 Ringen den deutschen Rekord einstellte (2012). Zudem konnte sie 2013 mit der deutschen Mannschaft den Vize-Europameistertitel erringen.